# Spice Up Your Life
Spice Up Your Life (englisch für „Bringt die Würze in euer Leben“ oder „Verleiht eurem Leben mehr Würze“) ist ein Lied der britischen Girlgroup Spice Girls. Es erschien im Oktober 1997 als Vorab-Single ihres zweiten Studioalbums Spiceworld.

## Entstehung
Im Mai 1997 unternahmen die Spice Girls eine Promotion-Reise nach Nordamerika zur Unterstützung ihrer zweiten Single Say You’ll Be There, die einen Auftritt in der mexikanischen Fernsehshow Siempre en Domingo in Acapulco beinhaltete. Laut Emma Bunton war ihr Besuch in Mexiko die Inspiration für das „Latino-Feeling“ von Spice Up Your Life. Das Lied wurde von den Spice Girls-Mitgliedern Victoria Adams, Melanie Brown, Emma Bunton, Melanie Chisholm und Geri Halliwell in Zusammenarbeit mit dem Songwriter-Produzenten-Team Richard Stannard und Matt Rowe geschrieben. In einem Interview mit Music Week kommentierte Stannard ihre ursprünglichen Ideen für den Song: „Wir sprachen über Bollywood-Filme, die Farben und wie sich die Spice Girls präsentieren könnten. Es ging darum, wie wir all das zusammen in einen Song packen.“ Rowe erinnerte sich an die chaotische Erfahrung des Aufnahmeprozesses von Spice Up Your Life: „Es war vereinbart, dass sie kommen würden, um ihre nächste Single mit uns aufzunehmen und zu schreiben. Es war in den Whitfield Street Studios und es sollte ein MTV-Team da sein, das sie dabei filmte, und das war es auch. Nun, wie um Himmels Willen soll man so etwas machen? Man kann nicht in einer halben Stunde ein Lied schreiben und aufnehmen, während ein Filmteam zusieht.“
Als die Produzenten das Filmteam schließlich aufforderten, den Raum zu verlassen, gelang es der Gruppe, das Lied fertigzustellen. Die Gesangsaufnahmen wurden am selben Tag abgeschlossen, und anstatt sich abzuwechseln, gingen die fünf Mitglieder in die Isolationskabine und nahmen den Refrain gemeinsam auf. Melanie Brown sagte später, dass der endgültige Mix aus diesem Grund „spontan und voller Energie“ klinge.

## Veröffentlichung
Die Singleveröffentlichung von Spice Up Your Life erfolgte am 6. Oktober 1997 auf dem europäischen Kontinent. Der gleiche Veröffentlichungstermin war zunächst auch für Großbritannien vorgesehen, dort wurde dieser jedoch um eine Woche auf den 13. Oktober 1997 verschoben, um das Lied Candle in the Wind ’97 von Elton John (seine Hommage an Prinzessin Diana, die knapp zwei Monate zuvor verstorben war) noch eine Woche länger die Spitzenposition in den britischen Singlecharts besetzen zu lassen. In den Vereinigten Staaten erschien Spice Up Your Life am 21. Oktober 1997.
Die Single erschien in zwei offiziellen Versionen: die als Kassette und als CD-Maxi-Single erschienene erste Version enthielt jeweils einen Remix von Mark „Spike“ Stent und David Morales, eine Instrumentalversion des Stücks und den Non-Album-Track Spice Invaders. Die zweite Version, als Digipak erschienen, enthielt neben den beiden Remixes von Stent und Morales noch einen dritten Remix des House-Projekts Murk.

## Inhalt und Musikalisches
Musikalisch handelt es sich bei Spice Up Your Life um einen Dance-Popsong mit Einflüssen lateinamerikanischer Rhythmen wie Salsa und Samba. Er ist in der Tonart f-Moll geschrieben und bewegt sich in einem schnellen Tempo von 126 Schlägen pro Minute. Der Song ist in der Form Strophe-Prä-Refrain-Refrain aufgebaut und beginnt mit einer Einleitung, die aus der wiederholten Verwendung des Wortes „la“ besteht. Es folgen die erste Strophe, der Prä-Refrain und der Refrain. Dasselbe Muster wiederholt sich auf dem Weg zum zweiten Refrain. Am Ende des Liedes geht dem dritten Refrain eine gesprochene Bridge voraus und schließt mit einer vierten Wiederholung des Refrains.
Melanie C kommentierte die Inspiration hinter dem Thema des Lieds: „Wir wollten schon immer eine Karnevalsmelodie machen und ein Lied für die Welt schreiben“. Kritiker betrachteten das Lied als Beispiel für Branding oder Selbstvermarktung („Every boy and every girl / Spice up your life“), während der Text gleichzeitig als tanzorientiert bezeichnet wurde („Slam it to the left / If you're having a good time / Shake it to the right / If you know that you feel fine“). Das Lied enthält zudem Erwähnungen verschiedener Tanzstile während der Bridge („Flamenco / Lambada / But Hip-Hop is harder / We Moonwalk the Foxtrot / Then Polka the Salsa / Shake Shake Shake Haka“) und am Ende jedes Refrains das Wort Ja in verschiedenen Sprachen („hai, si, ja“).

## Musikvideo
Das Musikvideo zu Spice Up Your Life wurde Anfang September 1997 unter der Regie von Marcus Nispel bei einem zweitägigen Dreh in New York City gedreht. Nach dem Vorbild des Science-Fiction-Kultfilms Blade Runner (1982) von Ridley Scott zeigt es die Spice Girls, wie sie in einem Raumschiff durch eine dunkle, verregnete Stadt fliegen und sich selbst auf verschiedenen Werbetafeln betrachten, während in Aufnahmen von Räumen, Bars und einem Gefängnis mit Fernsehern die Videos zu Say You’ll Be There und Wannabe laufen und auch Live-Aufnahmen der Gruppe aus dem Raumschiff gesendet werden. Dann sausen die Mädchen ziellos auf fliegenden Hoverboards zwischen Gebäuden hindurch durch die Stadt. Zwischen den Szenen sind Aufnahmen der einzelnen Gruppenmitglieder bei verschiedenen Aktivitäten zu sehen, etwa Victoria Adams, die auf einer Plattform posiert, während Fotografen Bilder von ihr machen, Melanie B an einem DJ-Set mit hellen Blinklichtern und einem großen rotierenden Ventilator, Emma Bunton in einem Raum, der von neonblauen Luftballons umgeben ist, Melanie C, die einen Boxkampf gewinnt, und Geri Halliwell, die bei einer Pressekonferenz vor einer Menge von Journalisten eine Rede hält.
Das Video gewann den Preis für das beste Video bei den Edison Music Awards 1998 und wurde bei den BRIT Awards 1998 für das britische Video des Jahres und bei den MVPA Awards 1997 für die besten Spezialeffekte nominiert.

## Rezeption
Die Zeilen „Yellow man in Timbuktu / Colour for both me and you“ in der zweiten Strophe wurden wegen ihrer möglicherweise rassistischen Konnotation kritisiert. El Hunt von NME nannte diesen Text „bedauerlich“, während The Irish Times und The Guardian es als „traurigen Text“ bezeichneten.

## Kommerzieller Erfolg

### Chartplatzierungen
Spice Up Your Life debütierte am 19. Oktober 1997 an der Spitze der britischen Singlecharts. Damit waren die Spice Girls die erste Band, die mit ihren ersten fünf Singles Platz eins erreichte und die erste, die viermal hintereinander an der Spitze der Charts debütierte. Darüber hinaus avancierte es zum Top 10-Erfolg in Australien (Rang 8), Belgien-Flandern (Rang 4), Belgien-Wallonien (Rang 2), Finnland (Rang 2), Neuseeland (Rang 2), den Niederlanden (Rang 2), Norwegen (Rang 3), Schweden (Rang 2) und der Schweiz (Rang 5).
| ChartsChartplatzierungen       | Höchstplatzierung | Wochen |
| ------------------------------ | ----------------- | ------ |
| Deutschland (GfK)              | 14 (12 Wo.)       | 12     |
| Österreich (Ö3)                | 12 (12 Wo.)       | 12     |
| Schweiz (IFPI)                 | 5 (15 Wo.)        | 15     |
| Vereinigte Staaten (Billboard) | 18 (20 Wo.)       | 20     |
| Vereinigtes Königreich (OCC)   | 1 (19 Wo.)        | 19     |

| ChartsJahrescharts (1997)    | Platzierung |
| ---------------------------- | ----------- |
| Vereinigtes Königreich (OCC) | 9           |

| ChartsJahrescharts (1998)      | Platzierung |
| ------------------------------ | ----------- |
| Vereinigte Staaten (Billboard) | 81          |

### Auszeichnungen für Musikverkäufe
| Land/Region                  | Auszeichnungen für Musikverkäufe (Land/Region, Auszeichnung, Verkäufe) | Verkäufe  |
| ---------------------------- | ---------------------------------------------------------------------- | --------- |
| Australien (ARIA)            | Platin                                                                 | 70.000    |
| Belgien (BRMA)               | Platin                                                                 | 50.000    |
| Frankreich (SNEP)            | Gold                                                                   | 250.000   |
| Neuseeland (RMNZ)            | Platin                                                                 | 10.000    |
| Niederlande (NVPI)           | Gold                                                                   | 50.000    |
| Schweden (IFPI)              | Platin                                                                 | 30.000    |
| Vereinigte Staaten (RIAA)    | Gold                                                                   | 500.000   |
| Vereinigtes Königreich (BPI) | 2× Platin                                                              | 1.200.000 |
| Insgesamt                    | 3× Gold · 6× Platin ·                                                  | 2.160.000 |

Hauptartikel: Spice Girls/Auszeichnungen für Musikverkäufe